# Schottländer (Familie)
Die Familie Schottländer zählte laut Ramona Bräu zu den „einflussreichsten jüdischen Familien in Schlesien“ sowie zu den „wohlhabendsten Familien Deutschlands“. Die Enteignung des Schottländerschen Vermögenskomplexes in der Zeit des Nationalsozialismus ist durch die „schiere Größe des Besitzes außergewöhnlich“. Das Fideikommiss Julius Schottländers und damit „eines der größten schlesischen Vermögen“ wurde innerhalb von vier Jahren in der Zeit des Nationalsozialismus beinahe restlos für das deutsche Reich verwertet.

## Stammbaum
David Schottländer (* 1740 in Stare Szkoty, † unbekannt ebenda) 
1. Jacob David Schottländer (* 24. Juni 1776 Stare Szkoty, † 6. Juni 1844 Bad Freienwalde (Oder)) ⚭ Philippine Braunschweig[4]
  1. Mathilde Marie Schottländer (* 8. Juni 1814 in Berlin, † 7. September 1891 ebenda)
  2. Julius Adolph Schottländer (* 27. August 1815 in Berlin, † 1. Juli 1874 Sankt Petersburg)
  3. Julie Hulda Schottländer (* 20. November 1824 in Berlin, † 20. August 1849 ebenda)
2. Israel Ben David Schottländer (1809–1880) ⚭  Bertha, geb. Apt,
  1. Löbel (Johann Leib) Schottländer (1809–1880) ⚭ (1834 in Münsterberg) Henriette, geb. Grossmann (Außer Julius und Salo hatten Löbel und Henriette Schottländer einen weiteren Sohn und sieben Töchter, von denen vier früh verstarben).
    1. Julius Schottländer (* 16. März 1835 in Münsterberg in Schlesien; † 1. Januar 1911 in Breslau) ⚭ Anna geborene Galewski (* 31. Juli 1846 in Brieg; † 20. Januar 1911 in Breslau)
      1. Paul Schottländer (* 14. Februar 1870 in Breslau; † 18. März 1938 in Wessig) ⚭ Ludmilla Schottländer geb. Schlesinger (* 7. Oktober 1877 zu Racibórz; † 24. April 1938 in Berlin)
        1. Alfred Leo Schottländer (* 7. November 1899 zu Hartlieb; † 3. Juli 1947 zu Montreux)
        2. Ard Heinrich Schottländer (*  26. Dezember zu Wessig; deportiert 3. Mai 1942) ⚭ Gerda Schottländer, geb. Deutsch (deportiert 3. Mai 1942)
          1. Denny Schottländer (* 25. Juni 1941 zu Breslau; deportiert 3. Mai 1942)

        3. Dora Schottländer (* 26. Februar 1904; † 26. April 1975 Montreux) ⚭ v. Tapper-Leski

    2. Augusta Schottländer (* 1836), verheiratet mit Jacob Oliven und Mutter von Albert Oliven und Oskar Oliven
    3. Bruno Schottländer (* 19. Juli 1839; † 5. Dezember 1887) ⚭ Sarah Bertha Hausmann (* 16. November 1846 in Ratibor, Oberschlesien)
      1. Richard Schottländer
      2. Son Schottländer
      3. Martha Schottländer (* 1870 in Breslau)
      4. Margarete Schottländer (* 18. Januar 1873 in Breslau)
      5. Kurt Schottländer (* 9. April 1875 in Breslau)[5]

    4. Salo Schottländer (* 19. Juni 1844 in Münsterberg; † 2. April 1920)
      1. Leo Schottländer (1880–1959) Theaterdirektor, Komponist und Kapellmeister[6]
      2. Sigurd Erik Schottlaender (1928–2009) Musiker und Musikjournalist

## Geschichte

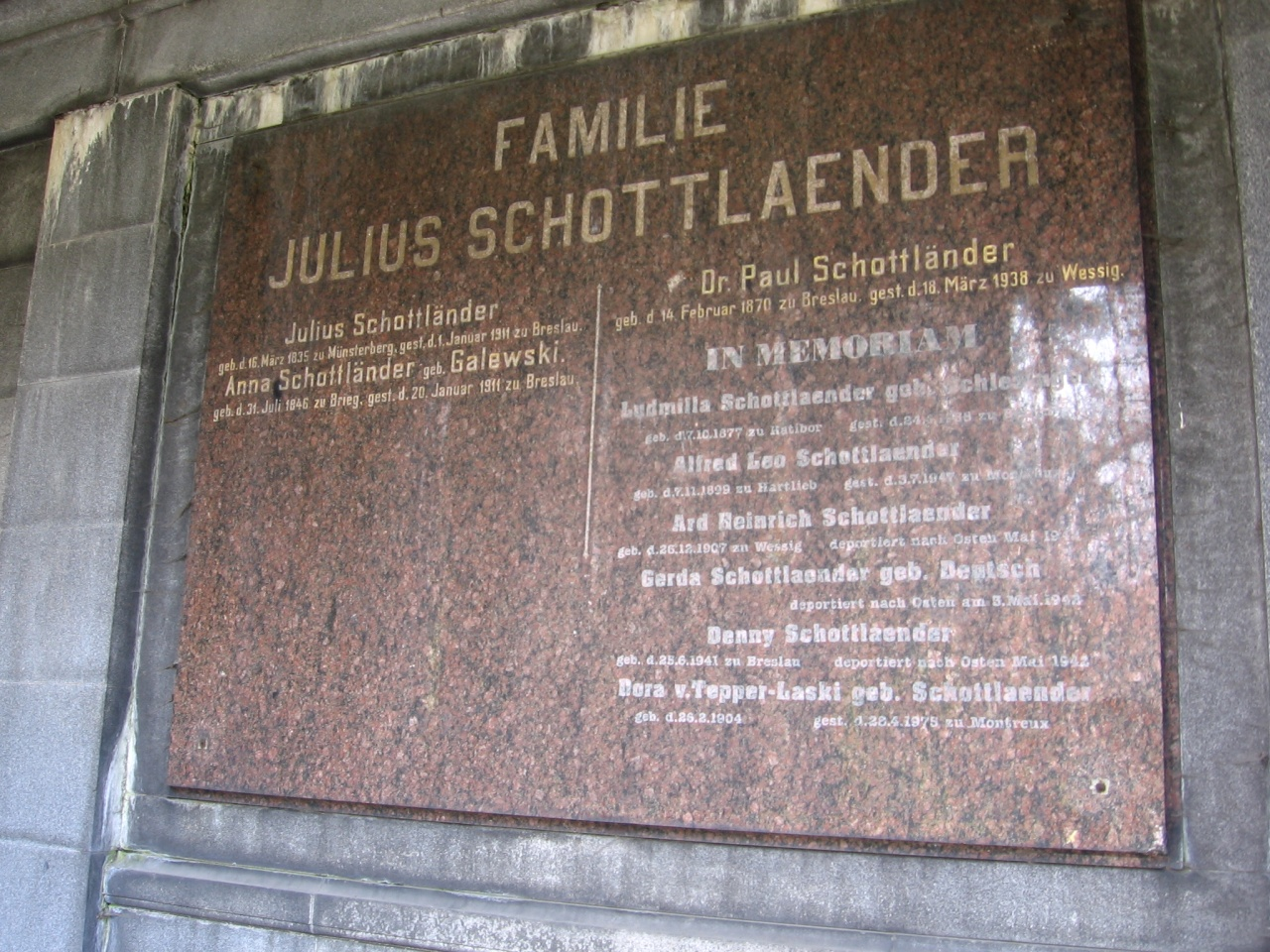
Grabstein der Familie Julius Schottländer auf dem Alten Jüdischen Friedhof in Breslau, der auch an deportierte Familienmitglieder erinnert.

Julius Schottländer war der Vorstand der oberschlesischen Portlandzementfabrik und bestimmte als „erster und einziger Jude in Deutschland“ seinen Besitz zu einem Fideikommiss. Er vermachte damit seinem Erben Dr. Paul Schottländer ein Vermögen, das zu den größten in Deutschland zählte. Das Vermögen bestand aus dem Fideikommiss und somit aus einem unveräußerlichen und unteilbaren Familienbesitz neben großen Geldbeträgen, einem umfangreichen industriellen und landwirtschaftlichen Besitz sowie vielen Immobilien in Breslau und einer Beteiligung an einer Karlsbader Heilquelle. Paul Schottländer hinterließ das Fideikommiss seinen Söhnen Alfred Leo und Ard Heinrich, beide in Breslau, sowie seiner Tochter Dora  verheiratete Tepper Laski, die in Berlin wohnte. Ludmilla Schottländer heiratete nach dem Tod ihres Mannes Paul Schottländer den Schweizer Edwin Guignard und erhielt lediglich ihren Pflichtanteil.
In der Zeit des Nationalsozialismus ernannten der Oberfinanzpräsident Wapenhensch und der Gauleiter Josef Wagner Georg Boness zum Treuhänder des Schottländer’schen Vermögens, das nun enteignet und verwertet wurde. Die Judenvermögensabgabe der drei Geschwister Alfred Leo, Ard Heinrich sowie Dora und die Reichsfluchtsteuer für den 1939 nach Kenia ausgewanderten Alfred Leo Schottländer hat dem Finanzamt Breslaus mehr als 1.000.000 Reichsmark aus der zwangsverwalteten Besitz der Familie Schottländer eingebracht. Der Anspruch des ausgewanderten Alfred Leo auf seinen Erbteil blieb bestehen, weil er nachweisbar 1934 in der Schweiz gemeldet war.
Die Auswanderungsbemühungen des Ard Heinrich Schottländer und seiner Frau  Gerda Schottländer geb. Deutsch nach Brasilien und später nach Ecuador scheiterten trotz eines Vermögenstransfers von 30.000 Reichsmark an die Deutsche Golddiskontbank mit dem Auswanderungsverbot für Juden vom Oktober 1941. Die Eheleute und ihr einjähriger Sohn Denny Schottländer wurden am 3. Mai 1942 mit dem zweiten großen Breslauer Transport nach Lublin gebracht und vermutlich in den Gaskammern von Belzec oder Sobibor ermordet. Der Betrag von 30.000 RM fiel dem Reich zu. Auf dem Sonderkonto des Ard Heinrich Schottländer befanden sich aus seinem Erbteil noch über 105.000 RM und weitere 120.000 RM wurden aus noch nicht erhaltenen Zahlungen erwartet. Das Vermögen verfiel ebenso wie der Haushalt in Wessig nach der 11. Verordnung zum Reichsbürgergesetz an das Reich.